# Tintoreria

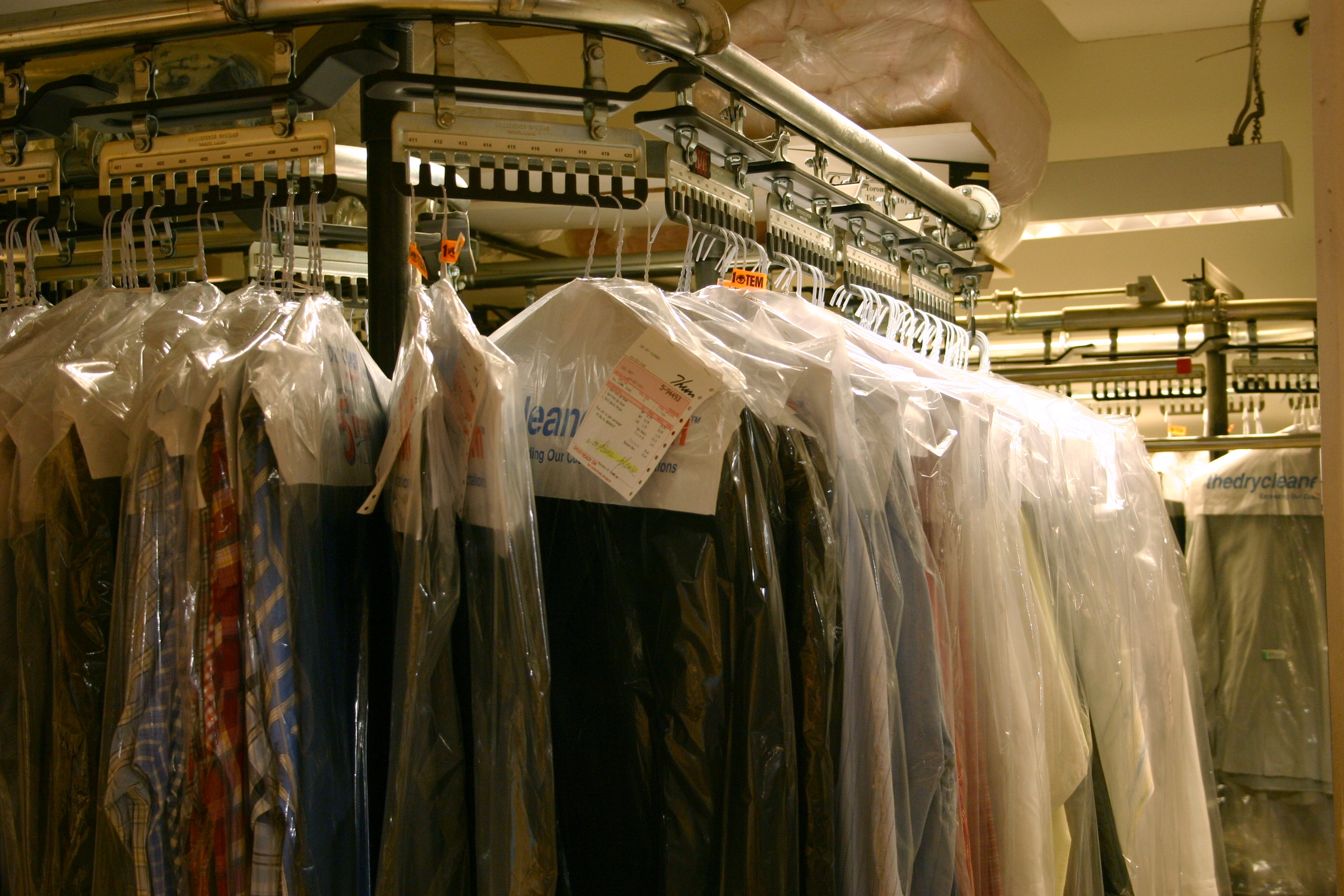
Prendas a l'interior d'una tintoreria.

Una tintoreria és un establiment especialitzat en la cura del rentat i el manteniment tèxtil. Les seves instal·lacions estan preparades per netejar, planxar, mantenir o tenyir les peces de roba.
Les tintoreries poden encarregar-se també (no totes) de tenyir peces de roba (d'aquí el seu nom), encara que el seu objectiu principal és el de restaurar les peces de vestir en un estat més proper possible al que tenien quan eren noves.
El tintorer és la persona que s'encarrega de les activitats pròpies d'una tintoreria.

## Mètodes de rentat
- Rentat amb aigua
- Rentat amb dissolvents o neteja en sec

## Procés de rentat
Les tintoreries segueixen un procés de selecció de les peces de colors i teixits. Es treuen les taques de la roba, es neteja higiènicament a màquina, es treuen les taques, s'hi posa desodorant i suavitzant, i es fan els acabats tèxtils necessaris a cada peça. Cada mena de teixits requereixen unes condicions especials de neteja i conservació. També, finalment, es fa un ús acurat de planxes especials perquè la peça quedi com nova.